# St. Ulrich und Margaretha (Oberenglberg)
Die römisch-katholische Filialkirche St. Ulrich und Margaretha in Oberenglberg, einem Stadtteil von Vilsbiburg im niederbayerischen Landkreis Landshut, ist eine Saalkirche, die ein im Kern romanisches Langhaus aus dem 12. oder 13. Jahrhundert, einen spätgotischen Chor aus der Zeit um 1480 und einen Turm gleicher Zeitstellung umfasst. Das Gotteshaus mit den Patrozinien des heiligen Ulrich (Gedenktag: 4. Juli) und der heiligen Margaretha (Gedenktag: 20. Juli) ist eine Filialkirche der Pfarrei Mariä Himmelfahrt in Vilsbiburg. Es ist als Baudenkmal mit der Nummer D-2-74-184-93 beim Bayerischen Landesamt für Denkmalpflege eingetragen.

## Geschichte
Das Langhaus stammt im Kern noch aus der romanischen Stilepoche und wird auf das 12. oder 13. Jahrhundert datiert. Um 1480 wurde es erhöht. Gleichzeitig hat man daran im Osten den Chor und im Westen den Turm angebaut. Bei beiden Baukörpern sind keine älteren Bauteile festzustellen. Um 1680 wurde eine barocke Außenkanzel eingebaut, die jedoch später – wahrscheinlich im Zeitalter des Historismus – wieder entfernt wurde. Um 1860 wurde die Kirche renoviert und erhielt eine neugotische Ausstattung. 1877 wurde die Sakristei angebaut.

## Architektur

### Außenbau
Die einschiffige Anlage umfasst einen nicht eingezogenen Chor mit zwei Jochen und Schluss in drei Achteckseiten. Der Turm ist westlich in der Mittelachse des Langhauses angebaut und enthält in seinem Untergeschoss die Portalvorhalle. Die zweigeschossige Sakristei ist südlich am Chor angebaut. Außen umläuft ein Dachfries Chor und Langhaus. Das ehemalige romanische Rundbogenportal sowie die Tür zur früheren Außenkanzel sind vermauert, aber noch erkennbar. Die Fensteröffnungen sind spitzbogig, wobei die Langhausfenster neugotisch überformt wurden. Der Bau ist vollständig verputzt.
Der Turm umfasst vier quadratische Geschosse, die sich jeweils geschossweise deutlich verjüngen. Die Geschosstrennung erfolgt durch einfache Wasserschlaggesimse. Darüber erhebt sich in zwei Geschossen ein achtseitiger, barocker Aufsatz, dessen oberes Geschoss vier rundbogige Schallöffnungen enthält. Den oberen Abschluss bildet eine ebenfalls barocke Zwiebelhaube.

### Innenraum
Der Chor wird von einem spätgotischen Netzrippengewölbe auf rechteckigen, gefasten Wandpfeilern und ebensolchen, spitzen Schildbögen überspannt. Die Rippen sind gekehlt und an den Kopfkanten abgeschrägt. Sie entspringen aus halbrunden Profilkonsolen. Am Gewölbescheitel befinden sich zwei runde Schlusssteine. Einer davon ist mit einem Christuskopf verziert. Der spitze, beidseits gefaste Chorbogen ist an der Ostseite mit der Jahreszahl 1482 bezeichnet, die sich wohl auf die Fertigstellung des Chorgewölbes bezieht. Das Langhaus besitzt eine Flachdecke. Die Mauern sind innen bei etwa zwei Drittel ihrer Höhe abgesetzt, woran die spätgotische Erhöhung erkennbar ist.

## Ausstattung
Der neugotische Hochaltar von 1861 enthält polychrom gefasste Holzfiguren des Münchner Bildhauers Johann Petz. Eine zentrale Szene, die eine Mutter Gottes mit Kind, den heiligen Ulrich und die heilige Afra umfasst, wird von Figuren der „Bauernheiligen“ Notburga und Wendelin flankiert. Im mittleren Chorfenster ist ein neugotisches Glasgemälde des heiligen Nikolaus zu sehen, das 1862 von dem Münchner Glasmaler Kaspar Böhm geschaffen wurde. Die seitlichen Chorfenster enthalten moderne Glasgemälde der Verkündigung an Maria und der Verkündigung an die Hirten.
An der Südwand des Chores über dem Sakristeieingang wurden Reste eines spätgotischen Wandfreskos freigelegt. Darauf sind drei Heilige dargestellt, wobei nur der Regensburger Diözesanpatron Wolfgang zweifelsfrei zu identifizieren ist. Das Chorbogenkruzifix stammt aus der Rokokozeit und wird aufgrund stilistischer Merkmale der Werkstatt des berühmten Landshuter Bildhauers Christian Jorhan d. Ä. zugeschrieben. Ebenfalls aus der zweiten Hälfte des 18. Jahrhunderts stammen ein Holztafelgemälde des Jüngsten Gerichts und zwei gefasste Holzfiguren. Die Kreuzwegtafeln, eine moderne Laienarbeit, sind in Hinterglastechnik ausgeführt.